# 鼻咽癌
鼻咽癌（NPC, Nasopharyngeal Carcinoma）是一種發生於鼻咽腔或上咽喉部的癌症。在世界的某些地區，例如東南亞和非洲，患此病的人比其他地方多，過去認為主要是膳食的影響，目前傾向為遺傳基因為主要的影響因素。

## 病因
鼻咽癌在微觀主要分為三類，角化性癌（keratinizing型），非角化性癌（non-keratinizing型）及未分化型。

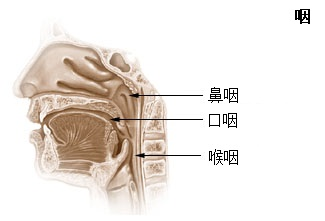
鼻咽(nasopharynx)、口咽(oropharynx)、咽喉(laryngopharynx)的解剖圖

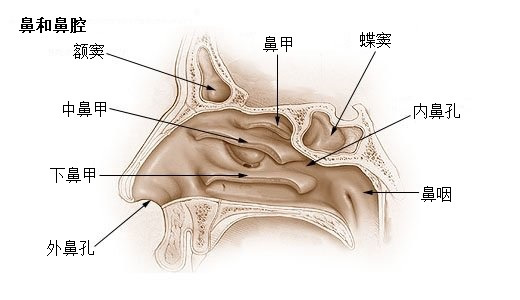
鼻腔與鼻咽部(最後面)

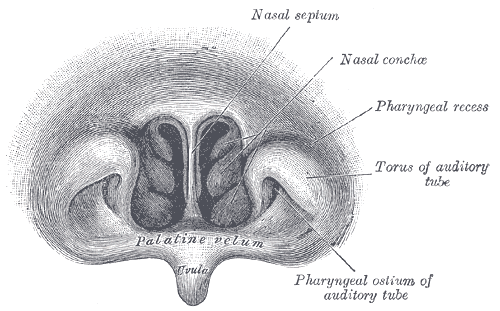
鼻咽解剖圖

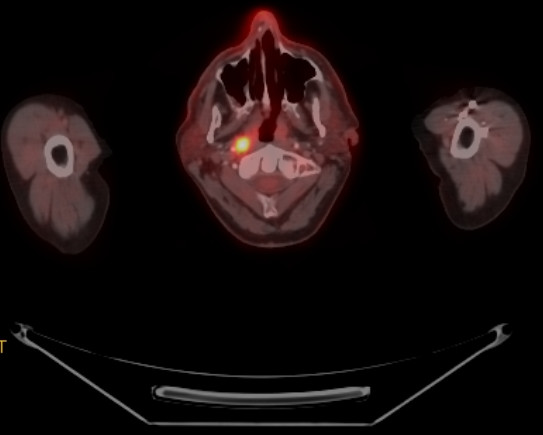
正子電腦斷層鼻咽癌圖

### 家族因素
家族中若有人罹患鼻咽癌，則家族內其他人的罹病機率也增加，特別是一等親的直系親屬。

### 生活及環境因素
- 經常食用醃漬或煙燻食物：鼻咽癌好發於華人和爱斯基摩人，罹病機率遠高於歐美及日韓等民族，而中國東南沿海及台灣等地的居民罹病機率又高於中國北方，特別是廣東地區，因此又有「廣東癌」之稱。即使是遷居海外的華僑，其罹病機率仍較當地人來得高。過去一般认为这和鹹魚的食用有密切联系，因為鹹魚含有致癌物亞硝胺。但這說法無法解釋已移居海外且已無食用鹹魚習慣的移民及其後代仍有高罹病率， 且由外地移入廣東而有食用鹹魚習慣者並無高罹病率， 因此現在普遍認為遺傳基因為鼻咽癌主要的致病影響因子。[1]
- 抽煙
- 長期吸入刺激性物質，例如工業用的石綿、鉻、鎳等
- 工作場所不通風

### EB病毒
研究顯示鼻咽癌病人血清中的抗EB病毒抗體的種類及含量均高於一般人，而大部份中國南方的人均有EB病毒的接觸史，雖然大部份人在一生中都不會發病，但有小部份人在接觸特殊的外來環境，使體內的免疫系統與EB病毒產生特殊反應而發病。至於EB病毒導致鼻咽癌發病的基制仍待進一步研究。

### 其他
- 男性罹病機率高出女性三倍。
- 有鼻竇炎病史者罹病機率也較一般人高。

## 症狀
注意：下列症狀並不一定能作為診斷罹患鼻咽癌的依據，下列症狀也無法包括所有可能的罹病徵兆。
- 頭頸部腫大
- 單側耳塞
- 持續性耳鳴、聽力障礙
- 單側鼻塞或鼻涕增多
- 頭痛（單側、兩側、偏頭痛）
- 早晨起床後痰或鼻涕中帶有血絲
- 口鼻不明原因滲血
- 鼻腔蓄膿
- 眼球內斜、複視、視力模糊
- 臉部知覺麻痺

## 檢查方式
- 抽血

- 鼻咽内窥镜
  - 间接鼻咽镜检查须反复仔细寻找可疑之处，咽部反射敏感检查不能合作者，可表面麻醉后再检查；如仍不成功，可用软腭拉钩拉开软腭，或用细导尿管插入前鼻孔，其前端由口拉出，后端留于前鼻孔之外，将两端系紧、固定，软腭被拉向前，可充分显露鼻咽部，并可进行活检。
  - 鼻咽纤维镜或电子鼻咽纤维镜检查一种可弯曲的软性光导纤维镜。从鼻腔导入（表面麻醉后），能全面仔细地观察鼻咽部，可行照相、录像及活检，是检查鼻咽部最有效的方法。

- 病理检查
  - 活检可采取经鼻腔径路或经口腔径路。活检如为阴性，对仍然可疑者需反复行之，并密切随诊。
  - 颈淋巴结摘除活检或颈淋巴结细胞学穿刺涂片检查若颈侧淋巴结肿大，且质硬者，应作颈淋巴结穿刺涂片检查。若鼻咽部无明显可疑病变，须考虑淋巴结摘除活检。
  - 鼻咽脱落细胞学诊断取材恰当，即时固定，染色和检查，可补充活检之不足。以下情况较适合本检查：治疗过程中定期检查以动态观察疗效；对于隐性癌者，可在多个部位分别取材送检；用于群体性普查。
  - 细针抽吸细胞学（FNA）检查FNA对转移性鼻咽癌的诊断是非常有价值的，如颈部淋巴结受累，用此方法可以对原发肿瘤进行评估。它具有安全、简便、结果快速、可靠等优点。

- CT扫描

CT扫描有较高的分辨率，不仅能显示鼻咽部表层结构的改变，还能显示鼻咽癌向周围结构及咽旁间隙浸润的情况，对颅底骨质及向颅内侵犯情况亦显示较清晰、准确。
- 磁共振（MRI）检查

MRI对软组织的分辨率比CT高。MRI检查可以确定肿瘤的部位、范围及对邻近结构的侵犯情况。对放疗后复发的鼻咽癌，MRI有独到的作用。它可以鉴别放疗后组织纤维化和复发的肿瘤。复发肿瘤呈不规则的块状，可同时伴有邻近骨或（和）软组织结构的侵犯以及淋巴结肿大。放疗后的纤维化呈局限性增厚的块状或局限性的不规则的斑片状结构，与邻近组织的分界不清。在T1加权像上，复发的肿瘤和纤维化组织多呈低信号；在T2加权像上，复发肿瘤为高信号，而纤维组织呈低信号。

## 治療方式
- 放射線治療：鼻咽癌對放射線極為敏感，被公認為早期治療最有效的方式。
- 化學治療：多用於已發生遠端轉移的晚期病患。
- 外科手術：用於摘除經照射後仍未消除的頸部淋巴腺，屬輔助性療法。
- 同時合併放射線治療與化學治療：在放射線治療的同時進行化學治療可以增加治療成功率。部分病人在接受化學治療後，使腫瘤縮小，再合併放射線治療，也有較過去進步的成功率。

配合適當的治療，非keratinizing型和未分化型鼻咽癌，五年存活率約65 ％。至於keratinizing型鼻咽癌，治療則較困難，這是由於癌細胞對放射線有較大抵抗性。

## 流行病學
截至2010年，鼻咽癌導致全球65,000人死亡，而1990年為45,000人。
NPC在美國和大多數其他國家並不常見，在大多數人群中每10萬人不到1例。但是在中國南方地區非常普遍，特別是在廣東，佔中國所有癌症的18％。它有時被稱為廣東癌，因為它在該地區每10萬人約25例，比世界其他地區高25倍。在台灣也很常見。雖然鼻咽癌主要見於亞洲的中年人，但非洲的大部分病例都出現在兒童身上。 這些流行地區鼻咽癌風險增加的原因尚不清楚。

## 外部連結
- Nasopharyngeal Cancer Or Sinus Infection （页面存档备份，存于）
- Cancer Management Handbook: Head and Neck Tumors（页面存档备份，存于）
- 鼻咽——非角化性癌（Non-keratinizing carcinoma） （页面存档备份，存于）
- 鼻咽癌醫籲有3症狀得當心 （页面存档备份，存于）